# Madonna Rucellai
A Madonna Rucellai é uma pintura realizada em 1285 pelo mestre sienense Duccio di Buoninsegna, conservada atualmente na Galeria dos Uffizi em Florença, Itália. Trata-se de uma imagem da Virgem Maria entronizada, com o Filho no regaço e cercada de anjos contra um fundo de ouro. É um dos principais representantes góticos da tipologia da "Madonna em Majestade" e uma das mais famosas e importantes obras de Duccio, embora por longo tempo tenha sido considerada uma produção de Cimabue, seu principal concorrente.
Foi criada para a Compagnia dei Laudesi, uma irmandade de cantores sacros, para ser instalada no altar principal da Igreja de Santa Maria Novella em Florença. Depois foi transferida para a capela da família Rucellai, de onde vem seu apelido. Explica-se a entrega da importante encomenda a um forasteiro, quando Florença tinha seus próprios grandes mestres: na época Duccio também era um pintor consagrado, era o líder da escola sienesa de pintura. Pelo trabalho receberia 150 florins, mas a companhia reservava-se o direito de recusá-lo sem ônus algum se não lhe agradasse.
A obra foi pintada com têmpera de ovo sobre um painel de madeira, e inserida em uma moldura dourada. Mede 450 x 293 cm e é a maior pintura portátil a sobreviver do século XIII. Seu tamanho inédito gerou problemas especiais, tanto para a criação e instalação como para a conservação. Um atelier teve de ser construído nas proximidades da igreja, para minimizar o problema do transporte. O painel, de grande peso, precisou ser fortemente estruturado, mas isso impediu a movimentação natural da madeira, e acabou por ter suas pranchas rachadas. Talvez por isso tenha ocorrido a remoção para uma capela secundária. Depois desta obra e da Maestà da Catedral de Siena, do mesmo autor, encomendas tão vastas assim não foram mais tentadas, e passou-se a preferir um tipo de retábulo menos complicado, com painéis menores e mais manejáveis.

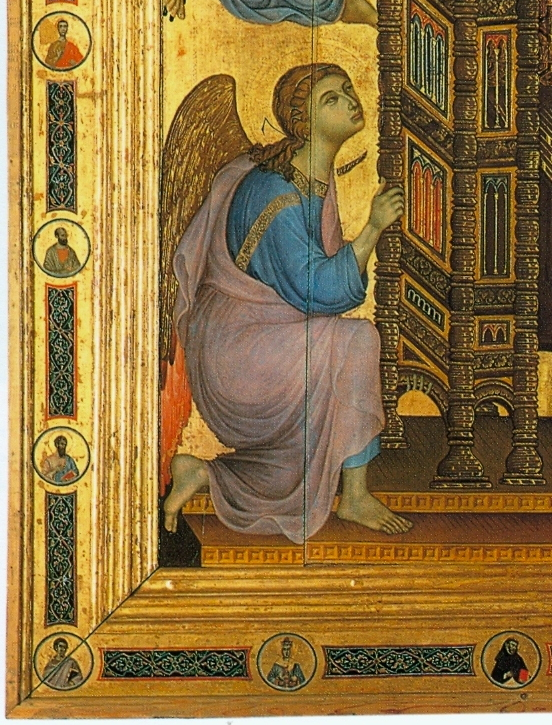
Detalhe da moldura e um anjo

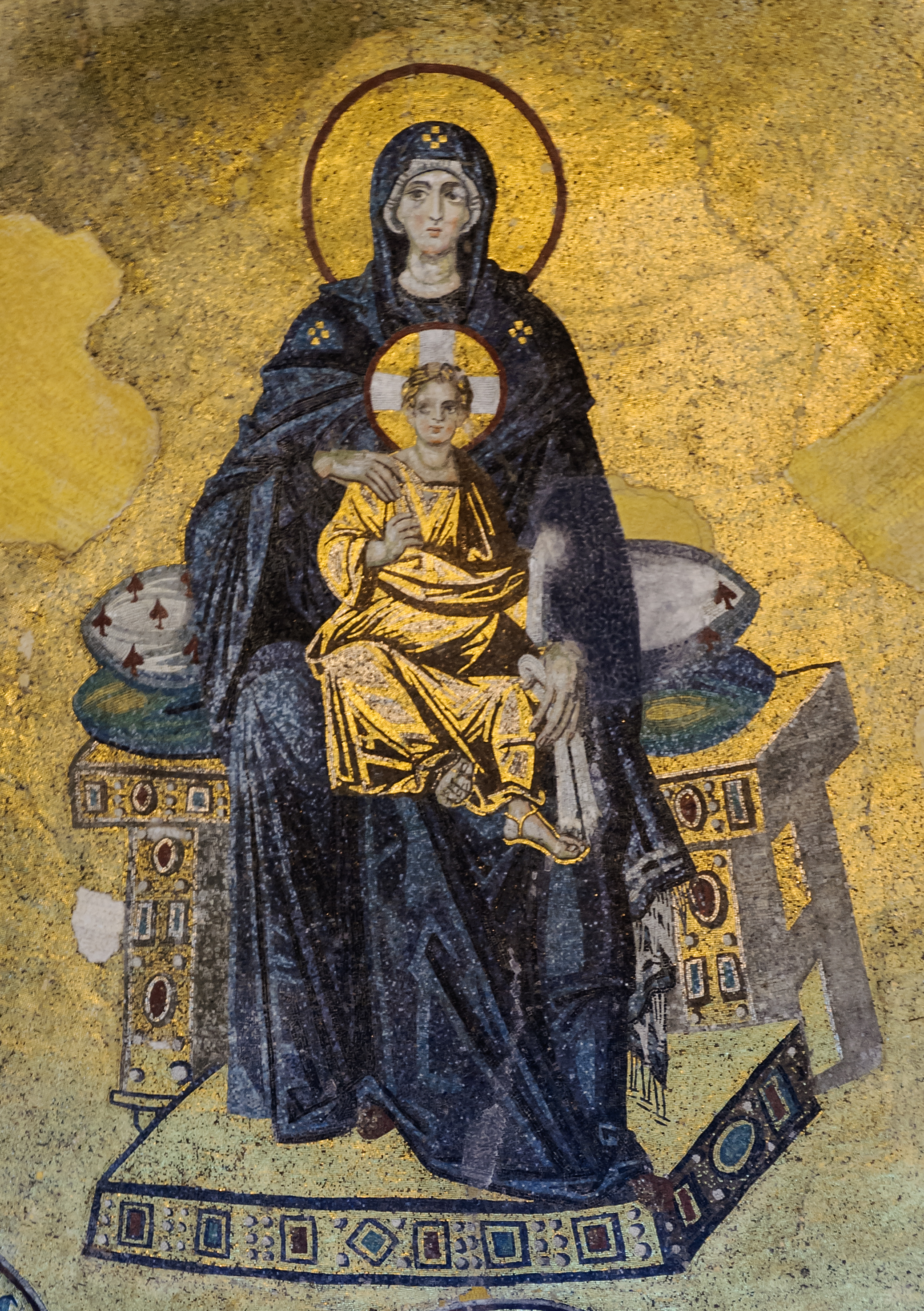
A Teótoco em mosaicos da abside da Basílica de Santa Sofia, em Istambul, datada do ano 867, um exemplo paradigmático da arte bizantina de grande escala, que fortemente influenciou a arte italiana

A moldura guarda um interesse próprio pelos detalhes pintados, mostrando uma série de 29 profetas, patriarcas, apóstolos e santos pós-bíblicos sob a égide de Deus Pai no topo, formando um programa narrativo de sofisticação e coerência incomuns para a época, que ilustra a passagem do Velho para o Novo Testamento. É incerto até que ponto o autor interferiu na escolha desse programa. Geralmente os patronos definiam todos os aspectos principais das composições, mas o contrato da obra não faz nenhuma especificação detalhada, mencionando apenas uma Virgem com o Filho no trono. Tem dado margem a debate o que os anjos estão fazendo: se ajoelhando em adoração ou prestes a carregar o trono para o céu para a glorificação de Maria. Como a igreja era dedicada à Assunção da Virgem, possivelmente a última interpretação seja correta.
A tipologia da "Majestade" (Maestà) havia se formado na Itália em diversos pontos simultaneamente, muito influenciada pela arte bizantina, de grande aceitação, e que havia criado madonnas grandiosas nas absides das igrejas, seja em pintura ou mosaico. Versões miniaturizadas e portáteis (os ícones) dos tipos mais comuns, como a Teótoco (Mãe de Deus) e a "Hodegetria" (A que mostra o Caminho), circulavam amplamente na Itália, definindo toda uma nova corrente, intimamente entrelaçada à explosão medieval do culto mariano.
A repercussão da Rucellai em sua época é desconhecida, mas no fim do Renascimento, Vasari, fundador da história da arte e crítico de vasta influência, a declarou uma obra-prima. Contudo, ele a atribuiu a Cimabue. Vasari pode ter sido levado a uma atribuição errônea por algum motivo político, não querendo privar a escola florentina de peça tão significativa, e ele tem sido criticado como um intelectual engajado em construir uma versão da história favorável aos florentinos, mas é provável que para a visão renascentista algumas semelhanças entre esta obra e algumas de Cimabue no mesmo gênero tenham justificado o engano. A influência de Vasari sobre a crítica posterior foi avassaladora — não apenas referente a Cimabue e Duccio — e somente no fim do século XVIII ele começou a ser revisado, detectando-se muitos outros erros de atribuição e parcialidades nas apreciações de valor. Nesse longo período, Cimabue levou todo o crédito pela obra, que sempre foi muito elogiada — escrevendo para o jornal italiano La COOLtura, Serena Raimondi chegou a dizer que "rios de tinta" já foram gastos em sua louvação.
Em 1790 foi encontrado o contrato de encomenda em velhos arquivos, datado de 15 de abril de 1285, mas ele só foi publicado em 1854. Embora se passasse a encarar a autoria verdadeira, não se fez isso sem grande controvérsia, que acabou por colocar Duccio como um discípulo de Cimabue, mas principalmente porque Cimabue era considerado o principal pintor italiano de sua geração, e ele e a escola florentina tinham muito mais prestígio entre os especialistas, que não podiam admitir um artista até então tido como obscuro e de uma escola "menor" produzindo obra tão requintada e expressiva. Havia ainda muita tradição e preconceito a impregnar a opinião erudita. De qualquer maneira, em 1899 o achado de outras provas reforçou a autoria, e na década de 1930 a polêmica havia acabado. Ao mesmo tempo, começava-se a estudar com novos olhos a contribuição da escola de Siena, até então pouco valorizada, e hoje as duas escolas e os dois artistas já foram bem individualizados e colocados em uma perspectiva mais justa referente ao seu papel na história da pintura do Ocidente.

A Majestade do Louvre de Cimabue

A Rucellai, com efeito, tem uma afinidade evidente com uma grande Madonna em Majestade de Cimabue, que hoje está no Museu do Louvre, mas a crítica contemporânea vê tais similitudes como genéricas e superficiais, referentes mais à tipologia de ambas, que é a mesma, e uma análise detida revela importantes diferenças de tratamento pictórico, de ambientação, de expressão e de construção formal. Hoje considera-se que a influência de Cimabue sobre Duccio é inegável, mas não é predominante e provavelmente não foi tampouco sua primeira fonte.
Siena era um centro principal de pintura em sua época, só tinha Florença como competidor em toda a Itália, com um grande número de talentosos artistas em atividade, que eram muito abertos ao que acontecia ao seu redor, absorvendo influências diversificadas, incluindo, sem dúvida, a de Cimabue, um pintor de grande mérito, e também a popular influência bizantina, mas criando uma escola original e não servil. Obras mais antigas atribuídas a Duccio, como a Madonna Crevole, são apenas remotamente associáveis a Cimabue, e são muito mais próximas da produção de artistas locais como o Mestre de Badia a Isola, o Mestre de Città di Castello, o Mestre do Monte Oliveto, entre outros, e quando a Madonna Rucellai foi realizada seu estilo já havia amadurecido e ele era um mestre famoso e o chefe de toda esta escola, com objetivos e visões próprias.
Interessava-se pela expressão das emoções, mas preferia enfatizar a suavidade e o lirismo, e mais o colorido do que a linha, demonstrando possuir ainda um grande senso decorativo, que se revela na meticulosidade e riqueza da realização do trono e tecidos e na leveza elegante das figuras. Os elementos pessoais encontrados na arte de Duccio, o que identifica o seu estilo próprio, são uma evolução evidente e um afastamento, não radical, mas visível, em relação à geração anterior, e foram uma contribuição importante na articulação do gótico italiano, alcançando direta ou indiretamente uma legião de outros artistas. Por outro lado, os sienenses foram talvez mais originais do que progressistas, e em pouco tempo a escola local se tornou conservadora. A vanguarda foi então arrebatada por Florença, que passou à história gloriosamente como "o berço do Renascimento", e isso explica o longo período de obscuridade dos sieneses, vistos pelos renascentistas como excessivamente apegados ao gótico, estilo que desprezavam como bárbaro. Apesar do elogio de Vasari para esta obra específica e para seu autor, que chamou de "pintor nobilíssimo", e do duradouro prestígio de outra obra monumental que deixou, a Maestà da Catedral de Siena, o entendimento da grande importância de Duccio para a pintura do ocidente é produto da critica contemporânea.
No século XVIII a Rucellai havia sido em parte repintada. Em 1989 um restauro em profundidade removeu os retoques inadequados, os vernizes escurecidos e outros problemas, revelando uma técnica muito sofisticada e uma sutil harmonia cromática, até então despercebidas, só servido para colocá-la em um patamar de estima ainda mais elevado entre os conhecedores, fazendo jus à alta reputação de Duccio como o verdadeiro fundador da escola sienense de pintura, e enquanto viveu um mestre com poucos competidores em toda a Itália.